# Padang Serunaian
Padang Serunaian is een bestuurslaag in het regentschap Seluma van de provincie Bengkulu, Indonesië. Padang Serunaian telt 510 inwoners (volkstelling 2010).